# Prakash Mallavarapu
Prakash Mallavarapu (Jadi-Jamalpur, 29 de janeiro de 1949) é um clérigo indiano e arcebispo católico romano de Visakhapatnam.
Prakash Mallavarapu foi ordenado sacerdote em 11 de outubro de 1979.
O Papa João Paulo II o nomeou Bispo de Cuddapah em 22 de maio de 1998. O arcebispo de Hyderabad, Saminini Arulappa, consagrou-o bispo em 22 de julho do mesmo ano; Os co-consagradores foram Bali Gali, Bispo de Guntur, e John Mulagada, Bispo de Eluru.
Em 26 de julho de 2002 foi nomeado Bispo de Vijayawada. Papa Bento XVI nomeou-o arcebispo de Visakhapatnam em 3 de julho de 2012.
De 2 de janeiro a 2 de setembro de 2019 foi também Administrador Apostólico da diocese vaga de Srikakulam.